# Septoria apiicola
Septoria apiicola Speg. – gatunek grzybów z klasy Dothideomycetes. U selerów wywołuje chorobę o nazwie septorioza selera. Gatunek kosmopolityczny, rozprzestrzeniony na całym świecie.

## Systematyka i nazewnictwo
Pozycja w klasyfikacji według Index Fungorum: Septoria, Mycosphaerellaceae, Capnodiales, Dothideomycetidae, Dothideomycetes, Pezizomycotina, Ascomycota, Fungi.
Synonimy:
- Septoria apii Chester 1891
- Septoria apii-graveolentis Dorogin 1915

## Morfologia
Grzyb mikroskopijny, pasożyt rozwijający się jako endobiont w tkankach roślin. Tworzy kuliste, zanurzone w tkankach roślin pyknidia o barwie od brązowej do czarnej i średnicy 75–195 μm. Ściana zbudowana z 3 warstw cienkościennych komórek pseudoparenchymy. Komórki te są cienkościenne, jasnobrązowe i wyraźnie ciemniejsze w pobliżu okrągłej ostioli o średnicy 15–50 μm. Konidiofory bezbarwne, bez przegród, cylindryczne, zakończone zgrubiałą fialidą. Mają długość 8–10 μm i średnicę 3–3,5 μm. Konidia bezbarwne, nitkowate, zazwyczaj z trzema, ale czasami także z 1, 2, 4 lub 5 przegrodami. Mają lekko stożkowaty wierzchołek, tępą podstawę, długość 22–56 μm (średnio 35 μm), szerokość 2–2,5 μm.